# Deutsche Akademie der Wissenschaften Leopoldina

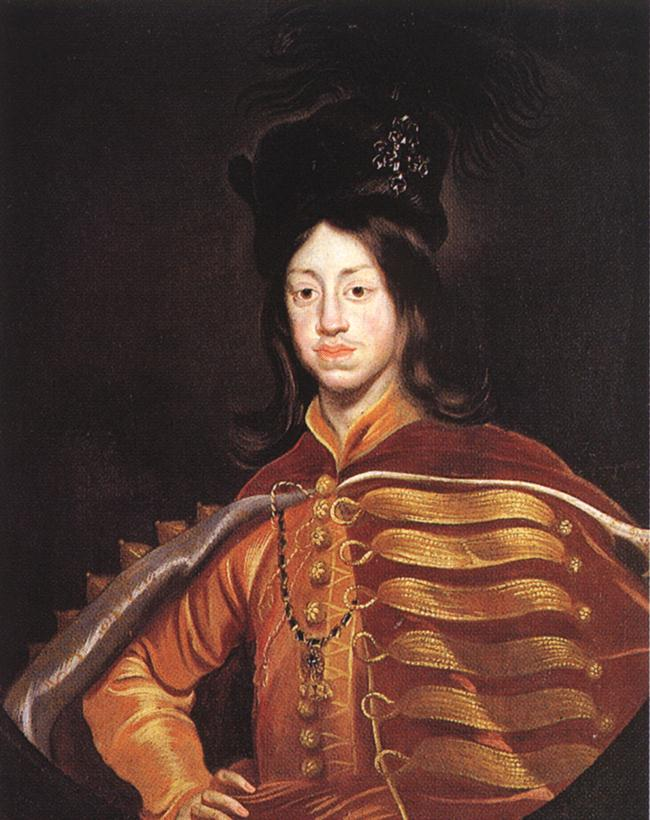
keizer Leopold I

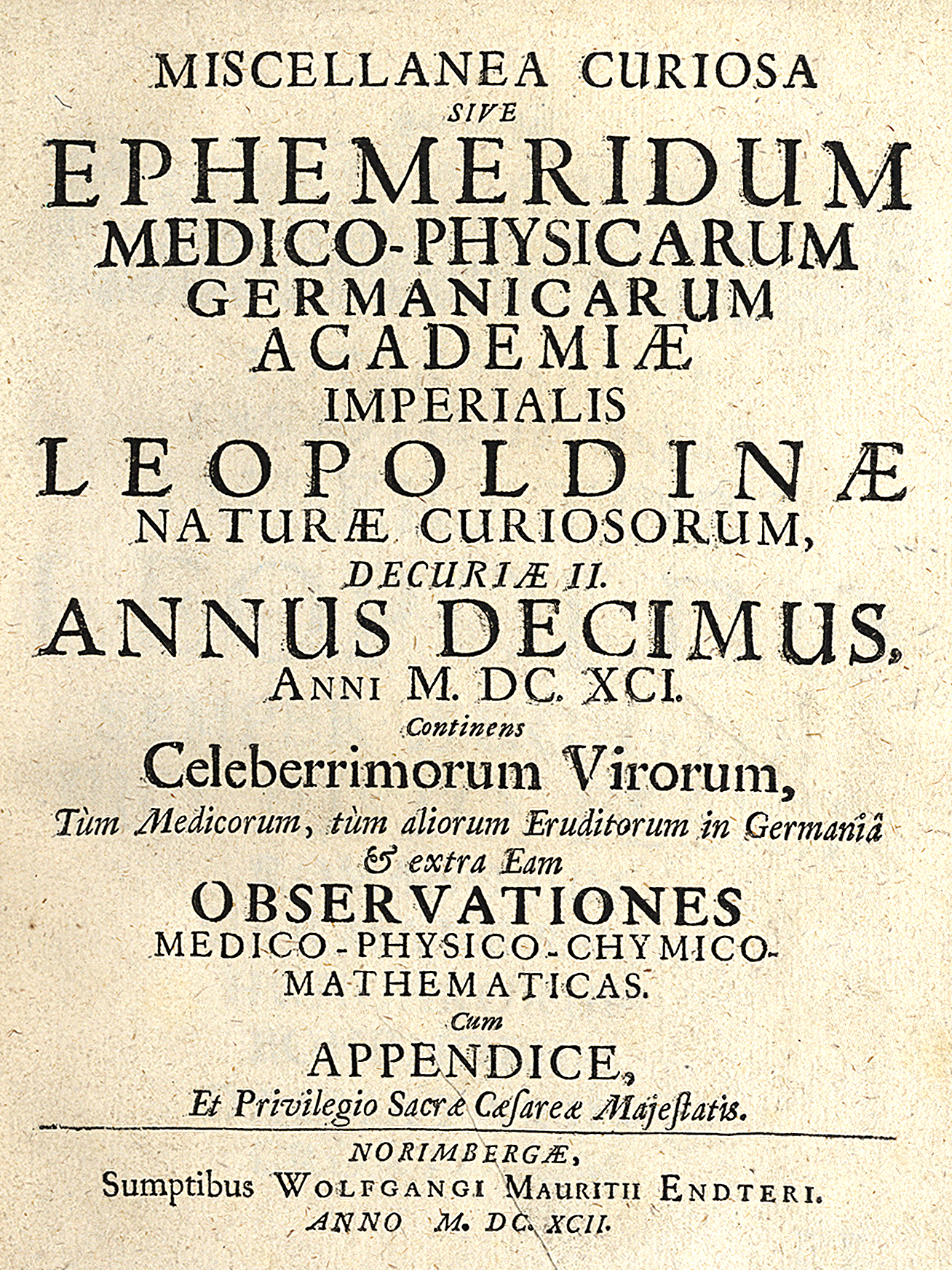
Miscellanea Curiosa 1692

De Deutsche Akademie der Wissenschaften Leopoldina (afgekort de Leopoldina) is de nationale academie van wetenschappen van Duitsland. De academie werd in 1652 gesticht door keizer Leopold I en is daarmee het oudste continu bestaande wetenschappelijk genootschap zonder specialisatie ter wereld. Tot 2007, toen besloten werd er de nationale academie van te maken, was de Leopoldina bekend als de Deutsche Akademie der Naturforscher Leopoldina.
De academie zetelt in Halle. 

## Geschiedenis
De Leopoldina werd op 1 januari 1652 gesticht in Schweinfurt onder de naam Academia Naturae Curiosorum. De vier eerste leden waren allen arts, namelijk Johann Laurentius Bausch (het eerste hoofd van de academie), Johann Michael Fehr, Georg Balthasar Metzger en Georg Balthasar Wohlfarth. In 1670 begon het genootschap de Ephemeriden uit te geven, het eerste medische en wetenschappelijke tijdschrift ter wereld. 
In 1677 erkende keizer Leopold I de academie, om haar in 1687 te hernoemen tot Sacri Romani Imperii Academia Caesareo-Leopoldina Naturae Curiosorum. Sindsdien wordt de naam wel afgekort tot het epitheton Leopoldina. Later werd de academie hernoemd door keizer Karel VI (Sacri Romani Imperii Academia Caesarea Leopoldino-Carolina Naturae Curiosorum, in 1712) en keizer Karel VII (Kaiserlich Leopoldinisch-Carolinische Deutsche Akademie der Naturwissenschaftler, in 1742).
Aanvankelijk werd het contact binnen het genootschap onderhouden door correspondentie en zetelde het genootschap waar de voorzitter zich bevond. In 1878 werd Halle de permanente zetel en vanaf 1924 werden de bijeenkomsten regelmatig van aard. Na de Tweede Wereldoorlog kwam de stad Halle in de D.D.R. (communistisch Oost-Duitsland) te liggen. De Oost-Duitse regering probeerde herhaaldelijk de academie te nationaliseren maar slaagde daar niet in. In 1991, na de Duitse hereniging, kreeg de academie de status van non-profitorganisatie toegewezen. Op dit moment wordt de academie gefinancierd door de centrale Duitse regering en de regering van Saksen-Anhalt.
In november 2007 kondigde de Duitse minister van wetenschap Annette Schavan aan dat de academie hernoemd werd tot Deutsche Akademie der Wissenschaften en voortaan de rol van nationale Duitse academie zou vervullen. 

## Activiteiten
De Leopoldina speelt een belangrijke rol als wetenschappelijk adviseur van de Duitse regering in wetenschappelijke kwesties, zoals bijvoorbeeld over klimaatsverandering.
Ze organiseert conferenties en lezingen en publiceert het tijdschrift Nova Acta Leopoldina, de opvolger van de Ephemeriden. Ook reikt de academie verschillende medailles en prijzen uit en ze financiert studenten en onderzoekers door middel van beurzen. Ook onderhoudt de academie een bibliotheek en een archief. Ze geeft ook het tijdschrift Acta Historica Leopoldina uit, dat handelt over haar eigen geschiedenis.

## Onderscheidingen
Behalve door een lidmaatschap, kan de academie personen onderscheiden door het uitreiken van:
- het erelidmaatschap (uitgereikt sinds 1922)
- de Cothenius-Medaille wordt uitgereikt sinds 1792 voor een geheel levenswerk;
- de Carus-Medaille wordt uitgereikt sinds 1896 en is genoemd naar de arts en natuurfilosoof Carl Gustav Carus;
- de Schleiden-Medaille wordt sinds 1955 elke twee jaar uitgereikt aan personen die belangrijk werk gedaan hebben op het gebied van celbiologie en is genoemd naar de botanicus Matthias Jacob Schleiden;
- de Mendel-Medaille, genoemd naar Gregor Mendel, wordt sinds 1965 uitgereikt voor belangrijk pionierswerk op het gebied van biologie;
- de Darwin-Plakette werd in 1959 eenmalig aan 18 personen uitgereikt ter ere van de 100e verjaardag van Darwins boek the origin of species;
- de Leopoldina-Preis voor jonge (onder de dertig jaar oud) onderzoekers in de natuurwetenschappen, medicijnen of wetenschapsgeschiedenis wordt sinds 1993 elke twee jaar uitgereikt. Het prijsgeld bedraagt 1000 euro en is afkomstig uit de erfenis van de biocheem Karl Lohmann.
- de George-Uschmann-Preis voor wetenschapshistorici wordt sinds 1999 om de twee jaar uitgereikt. Het prijsgeld bedraagt 2000 euro;
- de Verdienst-Medaille voor grote verdiensten voor de academie wordt sinds 1961 jaarlijks uitgereikt;
- de Preis der Deutschen Akademie der Naturforscher Leopoldina wordt sinds 2001 uitgereikt en is gefinancierd door de Commerzbank. Het prijsgeld bedraagt 15.000 euro;
- de benoeming tot "Ehrensenator", tot nog toe is dit twee maal gebeurd: Hans-Dietrich Genscher in 1993 vanwege zijn inzet bij de Duitse hereniging en Berthold Beitz in 2005 vanwege zijn inspanning de Duitse wetenschap te bevorderen;
- niet-leden die zich voor de academie hebben ingespannen kunnen worden benoemd tot "Ehrenförderer".

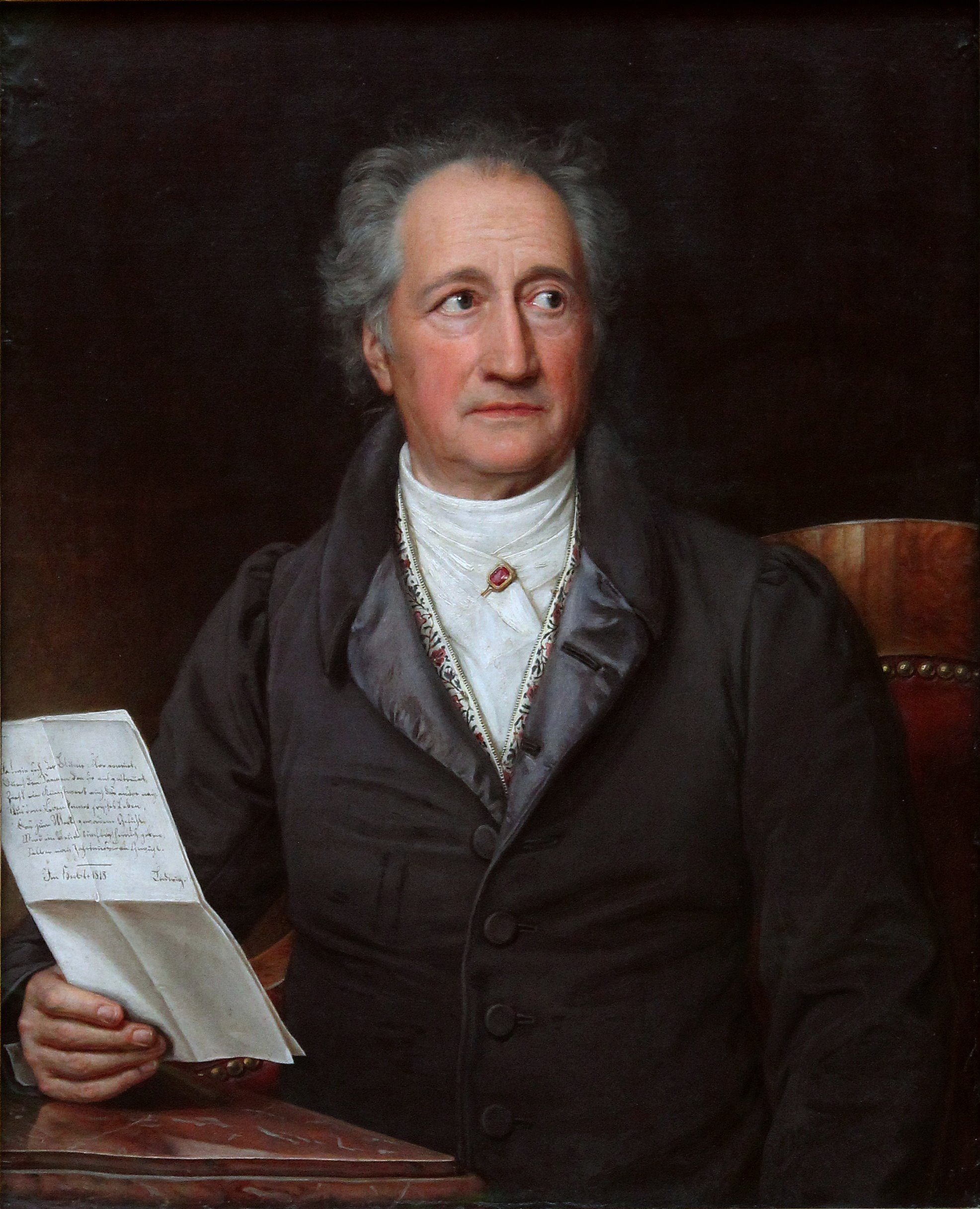
Johann Wolfgang von Goethe

## Leden
De academie kiest zelf haar leden uit toonaangevende geleerden in en buiten Duitsland. Het totale aantal leden mag maximaal duizend zijn, waarvan driekwart afkomstig is uit Duitstalige landen (Duitsland, Oostenrijk en Zwitserland). De overige kwart komt uit in totaal ongeveer dertig landen. Gekozen worden tot lid van de Leopoldina wordt als een grote eer beschouwd. In 2023 waren in totaal 189 Nobelprijswinnaars lid van de Leopoldina.
Onder de leden uit het heden en verleden bevinden zich bekende namen als Winslow Briggs, Peter Crane, Charles Darwin, Albert Einstein, Gerhard Ertl, Johann Wolfgang Goethe, Otto Hahn, Theodor W. Hänsch, Robert Hegnauer, Ernst Laqueur, Wilhelm Ostwald, Max Planck, Heinz Rennenberg, Ernest Rutherford, Kurt Wein, Christian de Duve, Bernard Brouwer en Ewine van Dishoeck.

## Vernoeming
De planetoïde Leopoldina is naar de academie genoemd.